# 衛元君
衞元君（前293年以前—前230年），姬姓，子南氏，名字无法考证，為戰國諸侯國衞國君主之一。
衞元君是魏安僖王的女婿、衞嗣君之子、衞懷君之弟。前252年承襲被殺的衞懷君擔任該國，是為元君。元君十二年（前241年），秦攻下魏國東部領土，秦國開始在這一帶設置東郡。又把新立的衛君角遷徙到野王縣，而把濮陽合并到東郡。二十三年（前230年），元君為秦人所殺。
楊寬考証認為他並非衞嗣君的弟弟，衞元君是卫怀君的弟弟一说较为可信。